# Michael Gunter
Pour les articles homonymes, voir Gunter.
Michael M. Gunter, né le 22 février 1943, est un historien et politologue américain. Il est spécialiste du Moyen-Orient au XXe siècle et notamment de l'Histoire contemporaine du peuple kurde.

## Publications
- (en) « Pursuing the Just Cause of Their People » : A Study of Contemporary Armenian Terrorism (contributions in Political Science), 1986
- (en) The Kurds in Turkey: A Political Dilemma (Westview Special Studies on the Middle East), 1991
- (en) The Kurds of Iraq: Tragedy and Hope, 1993
- (en) The Kurds and the Future of Turkey, 1997
- (en) The Kurdish Predicament in Iraq: A Political Analysis, 1999
- (en) Historical Dictionary of the Kurds, 2011
- (en) The Kurds Ascending: The Evolving Solution to the Kurdish Problem in Iraq and Turkey, 2011
- (en) Michael M. Gunter, Armenian History and the Question of Genocide, Palgrave Macmillan, 2011, 195 p. (ISBN 978-0-230-11059-5, présentation en ligne)

## Crédit d'auteurs
- (en)/(de) Cet article est partiellement ou en totalité issu des articles intitulés en anglais « Michael M. Gunter » (voir la liste des auteurs) et en allemand « Michael M. Gunter » (voir la liste des auteurs).